# محمد بن عبد الله بن المثنى
محمد بن عبد الله بن المثنى بن أنس بن مالك الأنصاري، أبو عبد الله، البصري القاضي. ولد سنة ثماني عشرة ومائة، وثّقه ابن معين وغيره. ومات في رجب سنة خمس عشرة ومائتين.

## روايته للحديث النبوي
- روى عن: أبيه، وسليمان التيمي، وحميد الطويل، وابن عون، وابن جريج، حبيب ابن الشهيد، المسعودي، أشعث بن عبد الملك الحمراني، وسعيد الجرير،سعيد بن أبي عروبة، حسان بن هشام وغيرهم.[2]
- وعنه: البخاري، وروى هو والباقون عن ابن المديني، وأحمد ابن حنبل، يحيى بن جعفر البيكندي، خليفة بن خياط، قتيبة بن سعيد، أبي موسى محمد بن المثنى بن دينار العنزي، محمد بن بشار بندار، أبراهيم بن المستمر العروقي، أبي الأزهر، الحسن بن محمد الزعفراني، محمد بن إسماعيل بن علية، أبو حاتم الرازي، محمد بن عبد الله بن أبي الثلج، محمد بن حاتم المؤدب، محمد بن خالد، محمد بن مرزوق البصري، محمد بن يحيى الذهلي، أبو إسماعيل محمد بن إسماعيل الترمذي وآخرون.[2]

## قالوا عنه
أقوال علماء الجرح والتعديل فيه:
- قال أبو جعفر العقيلي: لا يتابع على أكثر حديثه.
- قال أبو حاتم الرازي: صدوق ثقة، ومرة: لم أر من الأئمة إلا ثلاثة: أحمد بن حنبل، وسليمان بن داود الهاشمي، ومحمد بن عبد الله الأنصاري
- ذكره أبو حاتم بن حبان البستي في الثقات.
- قال أبو دواد السجستاني: تغير تغيرًا شديدًا.
- قال أحمد بن حنبل: ما كان يضعه عند أصحاب الحديث إلا النظر في الرأي وإلا فقد سمع.
- قال أحمد بن شعيب النسائي: بصري ليس به بأس.
- قال ابن حجر العسقلاني: ثقة، ومرة: من قدماء شيوخ البخاري ثقة.
- قال زكريا بن يحيى الساجي: رجل جليل عالم لم يكن عندهم من فرسان الحديث مثل يحيى القطان ونظرائه، غلب عليه الرأي.
- ذكره سبط ابن العجمي في الاغتباط فيمن اختلط من الرواة الثقات.
- قال محمد بن سعد كاتب الواقدي: صدوق.
- قال معاذ بن معاذ العنبري: أنكر حديث الأنصاري عن حبيب بن الشهيد عن ميمون بن مهران عن ابن عباس احتجم النبي صلى الله عليه وسلم وهو محرم صائم.
- قال يحيى بن سعيد القطان: أنكر حديث الأنصاري عن حبيب بن الشهيد عن ميمون بن مهران عن ابن عباس احتجم النبي صلى الله عليه وسلم وهو محرم صائم.
- قال يحيى بن معين: ثقة، ومرة: كان يليق به القضاء وقيل له: فالحديث؟ فقال: للحرب أقوام لها خلقوا وللدواب حساب وكتاب.